# 阿季利別克·賈克瑟別科夫
阿季利別克·賈克瑟別科夫（羅馬化：Ädılbek Ryskeldıūly Jaqsybekov；1954年7月26日—）是現任哈薩克總統辦公廳主任。2009年6月24日至2014年4月2日任國務部長。和2014年至2016年擔任阿斯塔納市長。2003年擔任伊斯蘭開發銀行主席，2003年至2004年擔任工業和貿易部長。
在擔任信息部長期間，賈克瑟別科夫參加了2004年在烏克蘭基輔舉行的一次會議，會上提議為哈薩克、烏克蘭、白俄羅斯和俄羅斯建立一個共同經濟區。
2004年4月4日，他在華盛頓發表了題為「哈薩克工業創新發展戰略，2003年－2015年」的演講。

## 政治生涯

### 哈薩克和世界貿易組織
世界貿易組織總幹事素帕猜·巴尼巴迪於2003年7月9日至15日在日內瓦會見了賈克瑟別科夫和政府代表團，討論哈薩克加入世界貿易組織的問題。哈薩克外交部於7月17日發布了有關會談的新聞稿。自由歐洲電台報導說，世貿組織秘書處提出「提供技術和組織上的幫助，幫助哈薩克準備加入」，因為巴尼巴迪和賈克瑟別科夫都同意哈薩克「在加入之前需要使其經濟更具競爭力」。世貿組織讚揚政府放寬了對外貿易政策並符合世貿組織的會計政策。哈薩克外交部對哈薩克成為第二個加入世貿組織的中亞國家的前景持樂觀態度。

### 與俄羅斯的文化交流
在2002年5月14日至16日舉行的「文化日」期間，曾擔任阿斯塔納市長的賈克瑟別科夫會見了莫斯科市長尤里·盧日科夫。莫斯科當地政府贊助了十項活動，包括展示題為「莫斯科和阿斯塔納友誼的象徵」的石雕。

### 與巴基斯坦協議
賈克瑟別科夫和巴基斯坦投資和私有化部長阿卜杜勒·哈菲茲·謝赫於2003年12月8日簽署了一項貿易協議。據黎明報稱，該協議將通過創建「促進和保護雙邊貿易和投資，加強經濟、科學和技術合作。」「互惠促進和保護投資，為對方投資者的投資提供有利條件。」該協議防止雙重徵稅，並禁止「徵收」、「國有化」和「徵用」對方在各自國家的投資。

### 與阿富汗協議
賽義德·穆斯塔法·卡茲，阿富汗的貿易部長和賈克瑟別科夫於2004年4月15日簽署了貿易和經濟合作協議。納扎爾巴耶夫和阿富汗總統哈米德·卡爾扎伊簽署了關於與阿斯塔納的關係和合作基金會條約協定。此次會議是卡爾扎伊的第一次正式訪問哈薩克。納扎爾巴耶夫在阿斯塔納講新聞發布會，「哈薩克絕對有興趣與阿富汗的貿易，經濟和政治關係以及我們聯合抗擊恐怖主義和販毒販運。」他繼續說，全世界都渴望看到阿富汗的和平與經濟恢復，「我們在這一聯盟。我們感謝卡爾扎伊總統邀請哈薩克斯坦銀行家和商人來到阿富汗工作。今天的訪問是阿富汗的工作總統是歷史性的，因為我們在這裡第一次見面以來，自從阿富汗的區域已經恢復，我們簽署的文件是進一步合作的良好基礎。」總統通過提供提供哈薩克專家「準備在地質，建設道路和設備中工作，幫助醫療專業人員，並繼續以任何方式協助，因為我們對阿富汗的穩定感興趣。我們想要貿易並使用阿富汗領土建立南方的聯繫。」卡扎伊說：「我相信哈薩克斯坦是一個擁有機會並使用它的國家的一個例子。我們打算繼續與哈薩克合作，制定過境潛力和雙邊貿易。」

### 信息技術
2004年3月26日，賈克瑟別科夫在阿斯塔納會見了信息部長比爾詹·卡內舍夫和微軟歐洲、中東和非洲地區行政總裁讓-菲利普·庫爾圖瓦。他們簽署了一份概述哈薩克信息技術發展的諒解備忘錄。微軟同意幫助政府在哈薩克斯坦建立內部網絡、信息技術部門和微軟辦公軟件。庫爾圖瓦指出，微軟和政府同意交換信息安全知識。賈克瑟別科夫表示，諒解備忘錄將導致未來與其他「涉及巨額資金」的公司達成交易。

### 伊斯蘭開發銀行
賈克瑟別科夫在2003年擔任主席的伊斯蘭開發銀行在2003年9月的一次會議上同意向哈薩克斯坦政府提供額外的3200萬美元貸款。IRIN報告稱，這筆資金用於「升級供水和郵政系統以及建立『法律和人道主義』大學。」

### 2007年政局動盪
達尼亞爾·艾哈邁托夫總理於2007年1月8日辭職。納扎爾巴耶夫於2007年1月9日提名副總理、艾哈邁托夫的政治對手卡里姆·馬西莫夫接替艾哈邁托夫。納扎爾巴耶夫的政黨祖國之光支持馬西莫夫，但哈薩克的一些分析人士認為賈克瑟別科夫是候選人。議會於1月10日召開，馬西莫夫被確認為總理。

### 足球官員
他從2000年起擔任阿斯塔納足協主席，直到2007年8月28日當選為哈薩克足協主席。

## 註解
1. ↑  哈薩克語：，羅馬化：Lyazzat Ïbragïmova Ïbragïmovna

## 外部連結
- Head of the Administration of Kazakhstan Prezident objections[永久]